# 1st Born Second
1st Born Second est le premier album du chanteur de neo soul Bilal sorti en 2001. L'album atteint la 31e place du classement Billboard 200.

## Liste des titres
| No  | Titre                                   | Durée |
| --- | --------------------------------------- | ----- |
| 1.  | Intro                                   | 1:44  |
| 2.  | For You                                 | 3:44  |
| 3.  | Fast Lane                               | 3:54  |
| 4.  | Reminisce (feat. Mos Def & Common)      | 4:33  |
| 5.  | All That I Am (Somethin for the People) | 3:54  |
| 6.  | Sally                                   | 3:39  |
| 7.  | Sometimes                               | 7:10  |
| 8.  | Love It                                 | 3:46  |
| 9.  | C'mere                                  | 2:10  |
| 10. | Soul Sista                              | 5:18  |
| 11. | When Will You Call                      | 4:45  |
| 12. | Queen of Sanity                         | 5:19  |
| 13. | Love Poems                              | 5:23  |
| 14. | You Are                                 | 4:15  |
| 15. | Home                                    | 5:21  |
| 16. | Slyde                                   | 4:04  |
| 17. | Second Child                            | 6:45  |